# Station Marske
Marske is een spoorwegstation van National Rail in Marske-by-the-Sea, Redcar and Cleveland in Engeland. Het station is eigendom van Network Rail en wordt beheerd door Northern Rail. 